# Elisabeth Hoffmann (Künstlerin)
Elisabeth Hoffmann (* 26. November 1914 in Börnig, Sodingen; † 31. August 1973 in Herne)
war eine deutsche Malerin und Bildhauerin. Sie wurde vor allem bekannt durch ihre Skulptur „Der unbekannte Fußballzuschauer“ in Herne-Sodingen.

## Leben

### Kindheit und Jugend

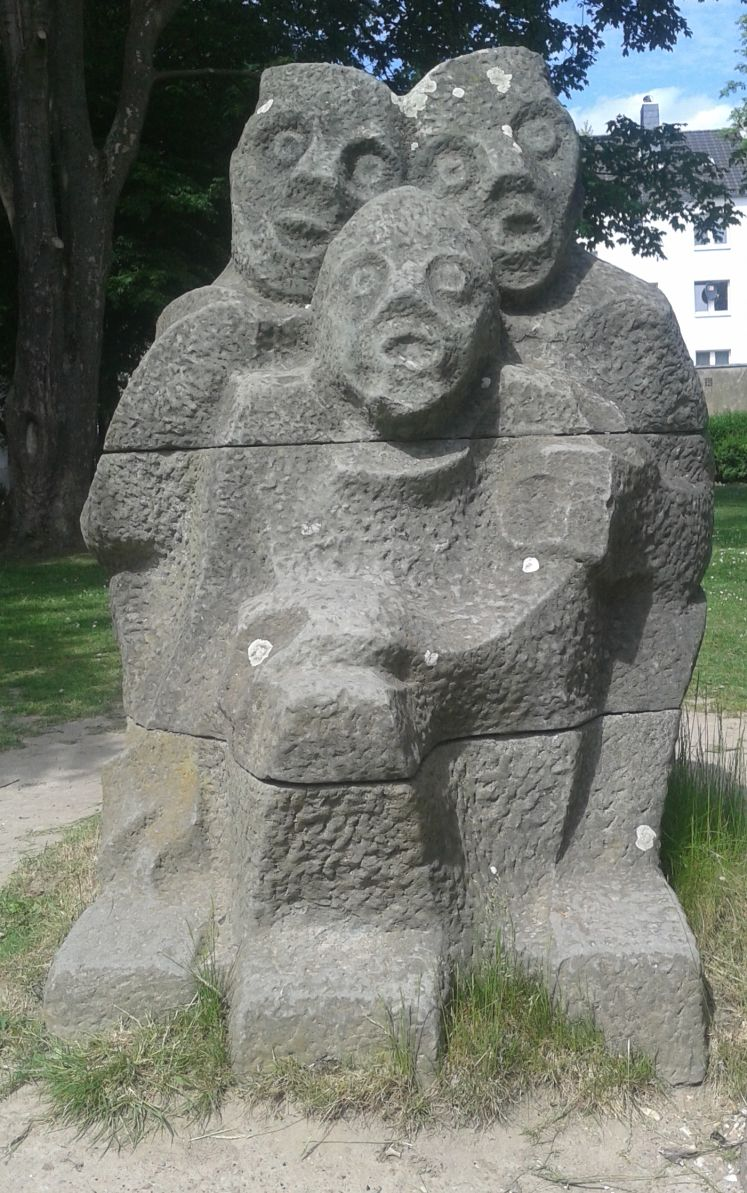
Elisabeth Hoffmann: Der unbekannte Fußballzuschauer (Skulptur, Grüner Sandstein, 1958)

Elisabeth Hoffmann wurde als Tochter der Bauern Wilhelm Hoffmann (1854 – 1936) und Paula Hoffmann, geb. Pantring, in Börnig (heute Herne-Sodingen) geboren. Sie hatte zwei Geschwister, Heinrich und Paula. Der in der Börniger Vellwigstraße 49a gelegene Hof Hoffmann wurde 1973 abgerissen. Er gehörte zu den ältesten und größten Bauernhöfen Börnigs und war dort seit 1230 belegt. Elisabeth Hoffmanns Vater Wilhelm Hoffmann schrieb Romane und Dramen, ihr Bruder Heinrich war Bildhauer, ebenso dessen Tochter.

### Studium und frühes Erwachsenenalter
Elisabeth Hoffmann war zunächst unentschlossen, ob sie bildende Kunst oder Musik studieren sollte, schließlich entschied sie sich für ein Studium der Bildenden Künste, das sie in Münster, Berlin und Wien absolvierte, wo sie u. a. Hans Sedlmayr, Professor der Kunstgeschichte, hörte. In den Jahren 1939/40 betreute sie als Schwester beim  Roten Kreuz Soldaten und Durchreisende in der Sanitätswache am Bahnhof in Münster. Zu den Aufgaben des Roten Kreuzes gehörte neben dem An- und Abtransport von Verwundeten und Kranken aus Lazarettzügen die Bereitstellung von Verpflegung und Unterkunft bis zu ihrer Weiterfahrt. Eine Zeit lang hielt sie sich in der Klösterlichen Schule der Franziskanerinnen in Lüdinghausen auf.

## Arbeit als Künstlerin in Herne-Börnig
1951 kehrte sie nach Herne-Börnig auf den elterlichen Hof zurück, wo sie ein Atelier einrichtete. Dort arbeitete sie zunächst an einem Großauftrag der Stadt Herne über 231 Gedenksteine für die Bombenopfer-Ehrenabteilung des Zweiten Weltkriegs auf dem Südfriedhof in Herne. An diesem Auftrag war der Herner Bildhauer Wilhelm Hahn (1908 bis 1961), der u. a. das Denkmal für die russischen Soldaten auf dem Bochumer Hauptfriedhof schuf, mit der Herstellung der Hälfte der Gedenkkreuze beteiligt. Auch in den Folgejahren erhielt sie öffentliche Aufträge zur Fertigung von Skulpturen. Für die Sodinger Fronleichnamsumzüge stellte sie 1952 die Figur „Der ungläubige Thomas“ und 1953 eine Plastik einer Krippengruppe (Maria, Josef und das Jesuskind) her. 1958 fertigte sie die Blockplastik „Der unbekannte Fußballzuschauer“ für den Neubau der Evangelischen Volksschule in Sodingen, der heutigen Mont-Cenis-Gesamtschule.

### Künstlerisches Werk
Hoffmann schuf Gemälde, sowie figürliche Reliefs und Plastiken, die häufig Natur-, Tier-, Kinder- und religiöse Motive zum Gegenstand hatten. Ihre Figuren sind streng und sparsam in den bildnerischen Mitteln, aber voller Ausdruckskraft und innerer Bewegung. Wenige, aber sprechende, Gesten verleihen den Figuren Leben. In den Jahren 1949 bis 1959 schuf sie hauptsächlich Plastiken, später widmete sie sich zunehmend der Malerei. Während ihre Werke aus den frühen 1940er Jahren naturalistische Motive zeigen, experimentierte Hoffmann in den 50er und 60er auch mit modernen Stilrichtungen, insbesondere mit dem Expressionismus und Kubismus. Zu den prägenden Einflüssen gehörte die Künstlerin Gabriele Münter, zu der sie bei ihren mehrmaligen Aufenthalten in Murnau am Staffelsee Kontakt pflegte. Auch die Künstlergruppe Der Blaue Reiter prägte ihr Werk.
Im Jahr 1959 begann sie mit der Fertigung von Plastiken aus Beton. „Beton ist der formgebende Stoff unserer Zeit“, sagte sie 1959 über die Wahl dieses Materials. Zunehmend bezog sie nun den „leeren Raum“ in ihre Plastiken mit ein, so beispielsweise in den Plastiken „Orpheus“ und „Fischreiher“, die nicht aus einem kompakten Ganzen bestehen, sondern bei denen die Figuren aus einzelnen Bögen und Linien und dem von ihnen eingeschlossenen Raum gebildet werden. Dabei wirkt dieser leer bleibende Raum nicht tot, sondern er bildet einen organischen Teil des Ganzen. In der Malerei machte sie erst in den späten 1950er Jahren eine Wandlung von der figürlich-detaillierten Darstellung, die auf Kosten der Farbe ging, hin zur großflächigen Komposition, in der die Farbe das beherrschende Element ist. Das Gemälde „Brücke ohne Ende“ von Anfang 1959 zeigt harmonisch abgestimmte, leuchtende Farben.

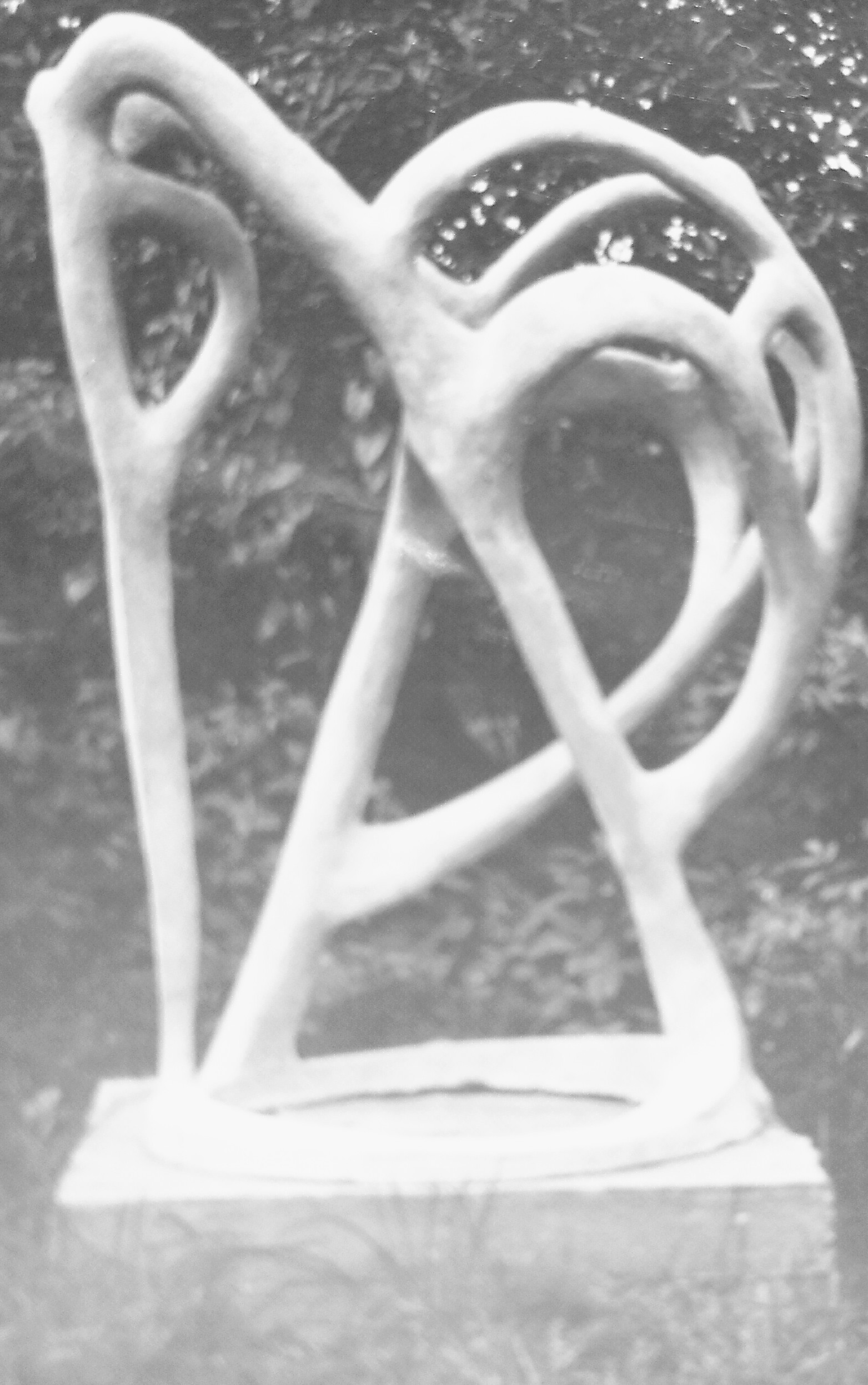
Elisabeth Hoffmann: Der Fischreiher, Skulptur Beton 1959

### Zerstörung ihrer Skulptur „Orpheus“
Davon, dass ihr Verhältnis zu den Börniger Nachbarn nicht durchweg harmonisch war, zeugen mehrere Übergriffe, die damals auch in der Lokalpresse Beachtung fanden. Ein Jahr nach ihrer Rückkehr auf den Hof im Jahr 1952 wurde ihr Hund mutwillig mit Farbe überschüttet und ein Teil seines Schwanzes gestutzt. „Hier offenbart sich“, so schrieb der Herner Stadtanzeiger damals, „‒ selbst wenn man alle privaten Ressentiments und böses Nichtverstehen einschließt ‒ ein Stück Barbarei, die den Künstler zu treffen versucht, indem sie ihm sein Liebstes, das Tier, trifft.“ Auch die mehrfache Zerstörung der Plastik „Orpheus“, die im Garten ihres Grundstücks stand, belegt, dass die allein lebende Künstlerin, die gerne rauchte, im Dorf Börnig Feinde hatte. Nach einer ersten Zerstörung, in der die Skulptur bemalt worden war, wurde die Plastik mehrfach umgeworfen oder ins Gebüsch gestoßen. Bei ihrer endgültigen Zerstörung wurde sie erneut niedergerissen und mit harten Gegenständen bearbeitet. Dabei zerbrachen der Arm und das Gerüst der Drahtplastik, an der der Mörtel anmodelliert war. Die Skulptur war für die Ausstellung der Herner literarischen Vereinigung „Das Boot“ vorgesehen, die im Rahmen eines Autorentreffen wahrscheinlich im September des Jahres 1960 stattfinden sollte. Da für die Plastik keine Pläne bestanden und sie aus der freien Hand geschaffen worden war, konnte sie nicht nachgearbeitet oder in Bronze gegossen werden. Die Künstlerin erstattete Anzeige.

### Spätes Werk
In den 1960er Jahren schuf Elisabeth Hoffmann stilisierte Menschen- und Tierbilder, Architekturstudien in Farbe mit strengen Linien, Holzschnitzwerke in Eiche, Reliefs aus dem bergmännischen Bereich, Plastiken, figürlich und stark abstrahiert. Die Haltung der Künstlerin gegenüber zeitgenössischer Kunst der 60er Jahre blieb distanziert.
Obwohl sie die Situation für Künstler in ihrer Heimatstadt Herne kritisch beurteilte, blieb sie bis zu ihrem Tod im Jahr 1973 auf ihrem Hof. Sie war zeit ihres Lebens unverheiratet und hatte keine Kinder. Nach ihrem Tod geriet sie in Vergessenheit. Erst 2014 wurde sie als Urheberin der Skulptur „Der unbekannte Fußballzuschauer“ wiederentdeckt. Eine erste Ausstellung einiger weniger Gemälde und Skulpturen gelang im Jahr 2018 im Rahmen der Ausstellung „‚Spuren‘ – Herner Künstlerinnen und Künstler der Jahrgänge 1893–1945“ in der Städtischen Galerie im Schlosspark Herne-Strünkede. Nahezu alle der rund 50 heute bekannten Werke Hoffmanns befinden sich im Privatbesitz der Familie.

## Skulptur „Der Unbekannte Fußballzuschauer“ (Denkmal)
Im Jahr im 1951 fertigte sie als erstes Werk im Auftrag der Stadt Herne 115 Gedenksteine für Herner Bombenopfer des Zweiten Weltkriegs. Diese Gedenksteine befinden sich heute auf dem Südfriedhof Herne. Sehr wahrscheinlich ebenfalls im Auftrag der Stadt Herne für den Schulneubau der Evangelischen Volksschule Sodingen (1955/56) fertigte sie Ende der 50er Jahre die Skulptur „Der unbekannte Fußballzuschauer“, die sie auch als „Allroundplastik“ bezeichnete. Sie stellt drei Kinder dar, die gebannt einem Fußballspiel zuschauen. Die Skulptur gilt als weltweit einzige Skulptur, die Fußballzuschauer darstellt. Die Künstlerin widmete sie den Zuschauern des SV Sodingen, einem Fußballverein, dessen Mitglieder Bergarbeiter der Zeche Mont-Cenis in Sodingen waren. Er gilt als einer der letzten Bergarbeiter-Fußballvereine des Ruhrgebiets. Die Skulptur steht auf dem Schulhof der Mont-Cenis-Gesamtschule. Aufgrund der besonderen Bedeutung der Plastik wurde sie am 23. März 2018 in die Denkmalliste der Stadt Herne aufgenommen. In der Begründung wird hervorgehoben, dass das Kunstwerk bedeutend für die Stadt Herne sei, da es an die große Fußballgeschichte der Stadt erinnere. 1958 gab es mit dem SV Sodingen und der Westfalia Herne zwei aus Herne stammende erfolgreiche Fußballvereine, die allgemein gefeiert und bewundert wurden, unter anderem weil sie damals mit um die Deutsche Fußballmeisterschaft spielten und in der zu der Zeit höchsten Spielklasse, der Oberliga West, vertreten waren.
Das Kunstwerk verweist mit dem generellen Thema „Sport“ auf die Sportbegeisterung und die hohe Anerkennung des Sports in Herne und in der Bundesrepublik Deutschland. Aus diesem Zusammenhang heraus scheint das Werk auch in Auftrag gegeben worden zu sein. Für die Erhaltung und Nutzung sprechen künstlerische Gründe.
Für seine Erhaltung und Nutzung sprechen ebenfalls wissenschaftliche Gründe hinsichtlich der Regionalgeschichte. Die bis zur Wiederentdeckung der Skulptur im Jahr 2014 in Vergessenheit geratene Künstlerin Elisabeth Hoffmann ist 2014 bis 2017 durch die Initiative und Arbeit von einer Projektgruppe der Mont-Cenis-Gesamtschule unter Leitung von Céline Spieker sowie des Lokalhistorikers Gerd E. Schug nach Auffassung des Landschaftsverbandes zu Recht wieder in das öffentliche Bewusstsein gerückt worden. Außer dem skizzierten Denkmalwert und künstlerischem Wert ihrer Skulptur spricht die Biographie der Künstlerin auch für die Erhaltung des „Torschreis“, denn Elisabeth Hoffmanns Werk und Leben ordnet sich ein in die große Gruppe von Künstlern, die gerade in den 1950er und 1960er Jahren aus dem Ruhrgebiet stammend auch im Ruhrgebiet wirkten und den öffentlichen Raum bereicherten. Dies war möglich, solange sich insbesondere die Kommunen der aus der Weimarer Republik überkommenen Regel verpflichtet fühlten, ein Prozent der Kosten für öffentliche Bauten in Kunst zu investieren oder sogar darüber hinaus Künstler als Pädagogen an Schulen zu beschäftigen. Das Werk gilt es also auch als ein Zeugnis einer unerwartet kunstreichen Epoche des Ruhrgebietes zu bewahren.

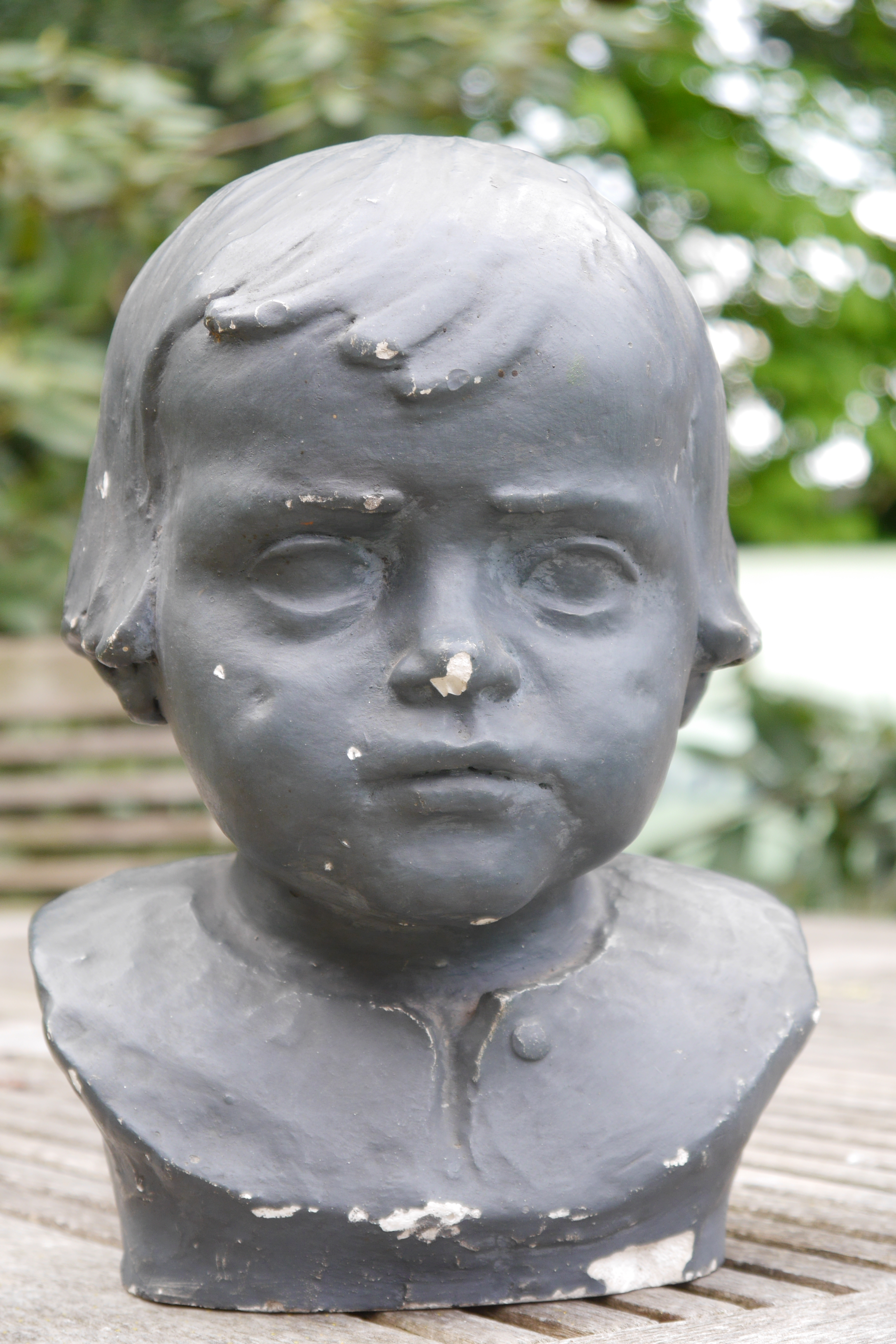
Elisabeth Hoffmann – Kinderkopf Gipsplastik

## Werke
- Kopf (Skulptur)
- Profil eines Mannes (Gipsrelief, 1940)
- Sieben Schwaben (Plastik, frühe Arbeit)
- Korngarben (Gemälde, 1946)
- Tanzende Yogis (Gemälde, 1949)
- 115 Gedenksteine für Bombenopfer des 2. Weltkriegs (Plastiken, 1951, Herne Südfriedhof)
- Ungläubiger Thomas (Großplastik, vor 1952)
- St. Georg (Gipsplastik 1953)
- Mann mit Fellmütze und Pfeife (Gemälde)
- Die Flüchtende (Plastik, Holz, vor 1952)
- Krippengruppe (Relief, vor 1952)
- Kindergruppe (Plastik)
- Kruzifixus (vor 1952)
- Paar (Plastik)
- Mädchenkopf mit Zöpfen (Gipsplastik)
- Löwenkopf (Plastik an Brunnen)
- Madonna (Skulptur, Holz, vor 1952, ca. 55 × 10 × 8 cm)
- Das Rote Haus (Gemälde, Öl, 1956)
- Der unbekannte Fußballzuschauer (Großplastik, Grüner Sandstein, 1958, Schulhof der Mont-Cenis Gesamtschule Herne)
- Fischreiher (Plastik aus Beton, Hofraum Herne-Börnig, 1959)
- Der Hoffmannhof (Aquarell, o. J.)
- Orpheus (Plastik aus Beton, Hofraum Herne-Börnig, 1959, zerstört)
- Grabmal (Skulptur, 1959)
- Kinderkopf (Bodenplatte, Holz, Ton, o. J., ca. 25 × 15 × 15 cm)
- Brücke ohne Ende (Gemälde, Öl 1959)
- Weiße Kuh (Gemälde, Öl 1959)
- Haus (Gemälde, Öl 1958)
- Kreise und Quadrate (Gemälde, Öl 1958)
- Kreise und Formen (Gemälde, Öl o. J.)
- Tänzer (Gemälde 1959)
- Rehe (Gemälde ca. 1959)
- Maler mit Pinsel und Modell (Gemälde)
- Vier Personen mit Kopfbedeckungen und zwei Pferdeumrissen (Gemälde)
- Blick zur Sonne zwischen Hochhäusern (Gemälde, 1960)
- Der Hof Hoffmann in Börnig (Aquarell, 1960)
- Zwei Personen zwischen Gebäuden in den Bergen  (Gemälde)
- Drei Personen zwischen Hochhäusern (Gemälde)
- Segelboot (Gemälde, Öl, 1961, ca. 80 × 50 cm)
- Drei Barken (Gemälde, Öl 1962)
- Bruder (Gemälde, Öl, o. J., ca. 50 × 30 cm)
- Stilleben mit Glocke und Spatel (Gemälde)
- Schwarze Madonna mit Kind (Gemälde)
- Skizze Frau auf schwarzem Grund (Gemälde)
- Drei Weiden (Gemälde)
- Bäume vor Mauer (Gemälde)
- Bergmann (Gemälde)
- Vier Personen im Wohnzimmer (Gemälde)
- Mädchenporträt (Gemälde)
- Relief (Holz, 1968, HxBxT ca. 90 × 20 × 8 cm)
- Mutter mit Kind (Holzrelief)

## Film
- Mont-Cenis Gesamtschule Herne / Historischer Verein Herne und Wanne-Eickel: „Der Torschrei“ – Die vergessene Skulptur von Herne-Sodingen. Filmdokumentation über die Skulptur „Der unbekannte Fußballzuschauer“